# Melierax
Melierax là một chi chim trong họ Accipitridae.

## Các loài
- Melierax metabates
- Melierax canorus
- Melierax poliopterus